# Emma Holst
Emma Augusta Louise Holst, född 2 september 1880 i Helsingborg, död 10 december 1962 i samma stad, var en svensk skulptör.
Holst studerade skulptur i USA och vid den danska konstakademien i Köpenhamn, samt vidare i Italien. Hennes konst består av realistiska porträtthuvuden och mindre figurer. Emma Holst är begravd på Pålsjö kyrkogård.